# Пенцлавиці-Гурні
Пенцлавиці-Гурні (пол. Pęcławice Górne) — село в Польщі, у гміні Богорія Сташовського повіту Свентокшиського воєводства.
Населення — 111 осіб (2011).
У 1975-1998 роках село належало до Тарнобжезького воєводства.

## Демографія
Демографічна структура на день 31 березня 2011 року:
|          | Загалом | Допрацездатний вік | Працездатний вік | Постпрацездатний вік |
| -------- | ------- | ------------------ | ---------------- | -------------------- |
| Чоловіки | 57      | 7                  | 43               | 7                    |
| Жінки    | 54      | 13                 | 24               | 17                   |
| Разом    | 111     | 20                 | 67               | 24                   |